# Thumeréville
Thumeréville est une commune française située dans le département de Meurthe-et-Moselle en région Grand-Est.

## Géographie
|            | Fléville-Lixières | Ozerailles             |
| Mouaville  | Thumeréville      | Abbéville-lès-Conflans |
| Jeandelize | Boncourt          |                        |

### Hydrographie

#### Réseau hydrographique
La commune est dans le bassin versant du Rhin au sein du bassin Rhin-Meuse. Elle est drainée par le ruisseau de la Tanche, le ruisseau de la Taupine et le ruisseau le Grijolot,.
Le Grijolot, d'une longueur de 11 km, prend sa source dans la commune de Mouaville et se jette  dans l'Orne à Conflans-en-Jarnisy, après avoir traversé quatre communes. 

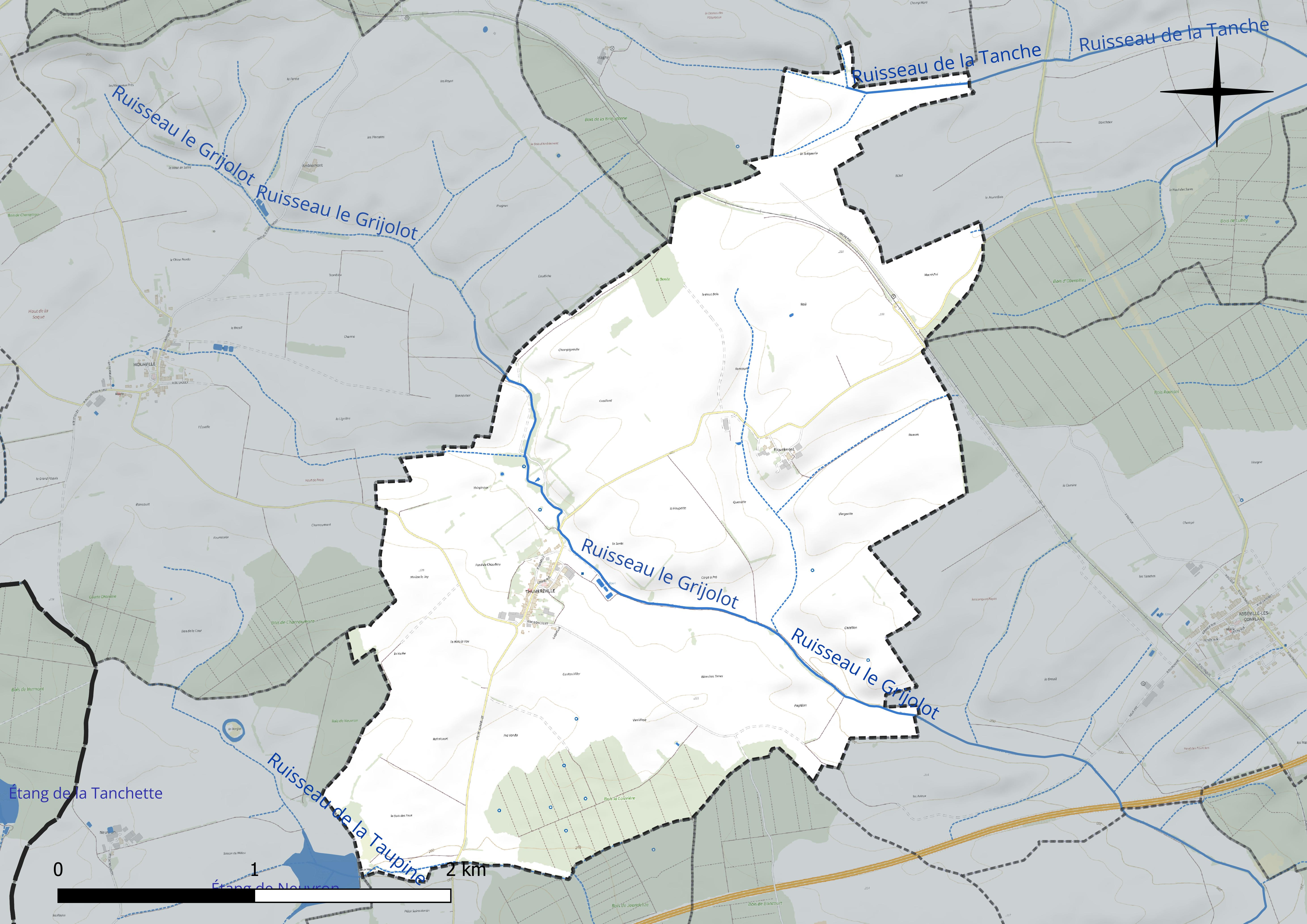
Réseau hydrographique de Thumeréville.

#### Gestion et qualité des eaux
Le territoire communal est couvert par le schéma d'aménagement et de gestion des eaux (SAGE) « Bassin ferrifère ». Ce document de planification concerne le périmètre des anciennes galeries des mines de fer, des aquifères et des bassins versants hydrographiques associés qui s’étend sur 2 418 km2. Les bassins versants concernés sont celui de la Chiers en amont de la confluence avec l'Othain, et ses affluents (la Crusnes, la Pienne, l'Othain), celui de l'Orne et ses affluents et celui de la Fensch, le Veymerange, la Kiesel et les parties françaises du bassin versant de l'Alzette et de ses affluents (Kaylbach, ruisseau de Volmerange). Il a été approuvé le 27 mars 2015. La structure porteuse de l'élaboration et de la mise en œuvre est la région Grand Est. 
La qualité des cours d’eau peut être consultée sur un site dédié géré par les agences de l’eau et l’Agence française pour la biodiversité. 

### Climat
Pour des articles plus généraux, voir Climat du Grand Est et Climat de Meurthe-et-Moselle.
En 2010, le climat de la commune est de type climat des marges montargnardes, selon une étude du Centre national de la recherche scientifique s'appuyant sur une série de données couvrant la période 1971-2000. En 2020, Météo-France publie une typologie des climats de la France métropolitaine dans laquelle la commune est exposée à un climat semi-continental et est dans la région climatique  Lorraine, plateau de Langres, Morvan, caractérisée par un hiver rude (1,5 °C), des vents modérés et des brouillards fréquents en automne et hiver. 
Pour la période 1971-2000, la température annuelle moyenne est de 9,6 °C, avec une amplitude thermique annuelle de 16,6 °C. Le cumul annuel moyen de précipitations est de 817 mm, avec 12,7 jours de précipitations en janvier et 9,2 jours en juillet. Pour la période 1991-2020, la température moyenne annuelle observée sur la station météorologique de Météo-France la plus proche, « Rouvres-en-woevre », sur la commune de Rouvres-en-Woëvre à 8 km à vol d'oiseau, est de 10,8 °C et le cumul annuel moyen de précipitations est de 668,3 mm. 
La température maximale relevée sur cette station est de 40,2 °C, atteinte le 24 juillet 2019 ; la température minimale est de −15,4 °C, atteinte le 7 février 2012,,. 
Les paramètres climatiques de la commune ont été estimés pour le milieu du siècle (2041-2070) selon différents scénarios d'émission de gaz à effet de serre à partir des nouvelles projections climatiques de référence DRIAS-2020. Ils sont consultables sur un site dédié publié par Météo-France en novembre 2022.

## Urbanisme

### Typologie
Au 1er janvier 2024, Thumeréville est catégorisée commune rurale à habitat dispersé, selon la nouvelle grille communale de densité à sept niveaux définie par l'Insee en 2022.
Elle est située hors unité urbaine et hors attraction des villes,.

### Occupation des sols
L'occupation des sols de la commune, telle qu'elle ressort de la base de données européenne d’occupation biophysique des sols Corine Land Cover (CLC), est marquée par l'importance des territoires agricoles (92 % en 2018), une proportion identique à celle de 1990 (92 %). La répartition détaillée en 2018 est la suivante : 
terres arables (72,5 %), prairies (16,2 %), forêts (8 %), zones agricoles hétérogènes (3,3 %). L'évolution de l’occupation des sols de la commune et de ses infrastructures peut être observée sur les différentes représentations cartographiques du territoire : la carte de Cassini (XVIIIe siècle), la carte d'état-major (1820-1866) et les cartes ou photos aériennes de l'IGN pour la période actuelle (1950 à aujourd'hui).

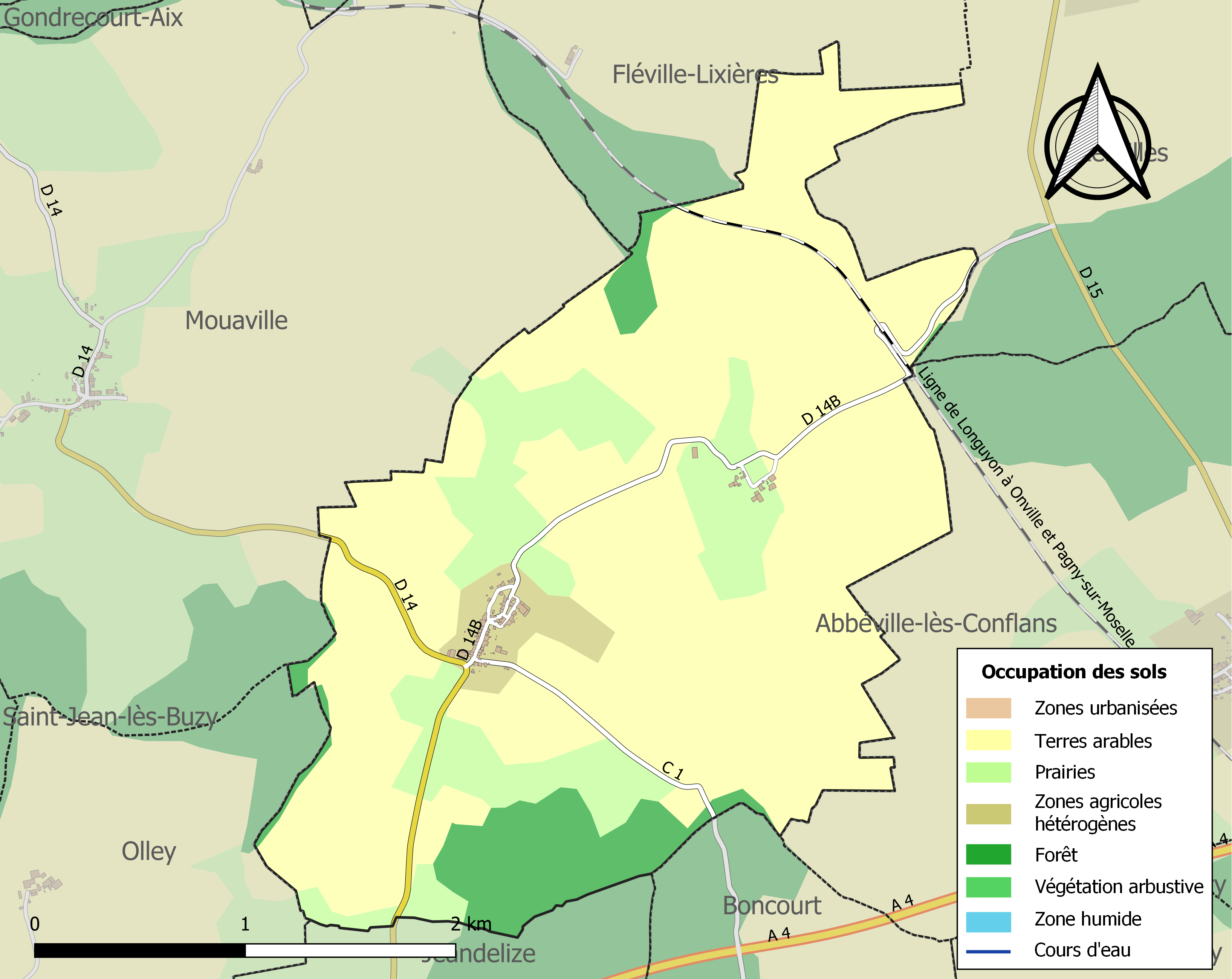
Carte des infrastructures et de l'occupation des sols de la commune en 2018 (CLC).

## Toponymie
- En lorrain : Temerévelle.
- Thiermerville (1328), Thenereville (1539), Themerville (1573), Théméreville et Tumeréville (1680)[réf. nécessaire].

## Histoire
Village de l'ancienne province du Barrois.
Le site occupé actuellement par la commune fut, dès le XIIe siècle, le siège de la seigneurie de la  famille de Ficquelmont. C'est en effet à l'emplacement d'une colline avoisinante que s'élevait leur château. Lorsqu'un village commença à s'édifier, il fut alors primitivement désigné par ce nom. Le château disparut dans un incendie mais ce sont toujours les armoiries des Ficquelmont que la commune utilise, dernier écho de sa longue histoire.
Un hameau appelé Fiquelmont existe toujours sur la commune de Thumeréville, c'est à un kilomètre au nord de celui-ci que la Compagnie des Chemins de fer de l'Est a érigé un arrêt sur la ligne ferroviaire de Pagny-sur-Moselle à Longuyon. Il est désormais désaffecté.

## Politique et administration
| Période                                  | Période  | Identité      | Étiquette | Qualité     |
| ---------------------------------------- | -------- | ------------- | --------- | ----------- |
| Les données manquantes sont à compléter. |          |               |           |             |
| mars 2001                                | mai 2020 | Marc Bertrand | SE        |             |
| mai 2020                                 | En cours | Eric François | SE        | Agriculteur |

## Population et société

### Démographie
L'évolution du nombre d'habitants est connue à travers les recensements de la population effectués dans la commune depuis 1793. Pour les communes de moins de 10 000 habitants, une enquête de recensement portant sur toute la population est réalisée tous les cinq ans, les populations de référence des années intermédiaires étant quant à elles estimées par interpolation ou extrapolation. Pour la commune, le premier recensement exhaustif entrant dans le cadre du nouveau dispositif a été réalisé en 2005.

En 2022, la commune comptait 97 habitants, en évolution de +27,63 % par rapport à 2016 (Meurthe-et-Moselle : −0,13 %, France hors Mayotte : +2,11 %).
| 1793 | 1800 | 1806 | 1821 | 1836 | 1841 | 1861 | 1866 | 1872 |
| ---- | ---- | ---- | ---- | ---- | ---- | ---- | ---- | ---- |
| 200  | 146  | 190  | 186  | 229  | 168  | 223  | 211  | 202  |

| 1876 | 1881 | 1886 | 1891 | 1896 | 1901 | 1906 | 1911 | 1921 |
| ---- | ---- | ---- | ---- | ---- | ---- | ---- | ---- | ---- |
| 212  | 209  | 195  | 192  | 170  | 174  | 188  | 200  | 137  |

| 1926 | 1931 | 1936 | 1946 | 1954 | 1962 | 1968 | 1975 | 1982 |
| ---- | ---- | ---- | ---- | ---- | ---- | ---- | ---- | ---- |
| 127  | 133  | 118  | 124  | 116  | 124  | 111  | 103  | 96   |

| 1990 | 1999 | 2005 | 2006 | 2010 | 2015 | 2020 | 2022 | - |
| ---- | ---- | ---- | ---- | ---- | ---- | ---- | ---- | - |
| 89   | 86   | 93   | 100  | 98   | 79   | 90   | 97   | - |

## Culture locale et patrimoine

### Lieux et monuments
- Château de Ficquelmont XIVe siècle, propriété des Ficquelmont puis des Salles, détruit par ses derniers propriétaires en 1877, pour faire place à une exploitation agricole au hameau de Ficquelmont[23].
- Église paroissiale de l'Assomption reconstruite en 1877 ; en remplacement d'une église de 1755.
- Calvaire à Thumeréville, situé CD 14 ; CR de Thumeréville à Conflans. Vestiges assemblés de deux croix : fût torsade surmonté d'une niche du XVIe siècle ; croisillon provenant d'une croix début XVIIIe siècle, les deux premiers chiffres de la date 17.. sont encore lisibles.

### Personnalités liées à la commune
- Famille de Ficquelmont. Elle tient son nom du lieu-dit éponyme situé sur la commune actuelle de Thumeréville.

### Héraldique, logotype et devise
| Blason de Thumeréville | Blason  | D'or à trois pals alésés, abaissés et fichés de gueules, surmontés d'un loup passant de sable. |
| Blason de Thumeréville | Détails | Le village de Thumeréville a laissé peu de traces dans l'histoire. Seule la seigneurie de Ficquelmont a eu quelque importance, en donnant son nom à une famille d'ancienne noblesse. En souvenir de celle-ci, la commune de Thumeréville porte ses armes. Le statut officiel du blason reste à déterminer. |